# Корлі (Айова)
Корлі (англ. Corley) — переписна місцевість (CDP) в США, в окрузі Шелбі штату Айова. Населення — 31 особа (2020).

## Географія
Корлі розташоване за координатами 41°34′40″ пн. ш. 95°19′50″ зх. д. / 41.57778° пн. ш. 95.33056° зх. д. (41.577719, -95.330558).  За даними Бюро перепису населення США в 2010 році переписна місцевість мала площу 0,15 км², уся площа — суходіл.

## Демографія
Згідно з переписом 2010 року, у переписній місцевості мешкало 26 осіб у 13 домогосподарствах у складі 6 родин. Густота населення становила 168 осіб/км².  Було 14 помешкання (90/км²).
Расовий склад населення:
| - 100,0 % — білих |

До двох чи більше рас належало 0,0 %. Частка іспаномовних становила 0,0 % від усіх жителів.
За віковим діапазоном населення розподілялося таким чином: 15,4 % — особи молодші 18 років, 42,3 % — особи у віці 18—64 років, 42,3 % — особи у віці 65 років та старші. Медіана віку мешканця становила 59,5 року. На 100 осіб жіночої статі у переписній місцевості припадало 116,7 чоловіків;  на 100 жінок у віці від 18 років та старших — 100,0 чоловіків також старших 18 років.
Цивільне працевлаштоване населення становило 21 осіб. Основні галузі зайнятості: роздрібна торгівля — 57,1 %, транспорт — 42,9 %.